# Крушев-Дол
Кру́шев-Дол (болг. Крушев дол) — село в Смолянській області Болгарії. Входить до складу общини Мадан.

## Населення
За даними перепису населення 2011 року у селі проживали 6 осіб, з них 4 особи (80,0%) — болгари.
Розподіл населення за віком у 2011 році:
Динаміка населення: